# مادر گناهکار

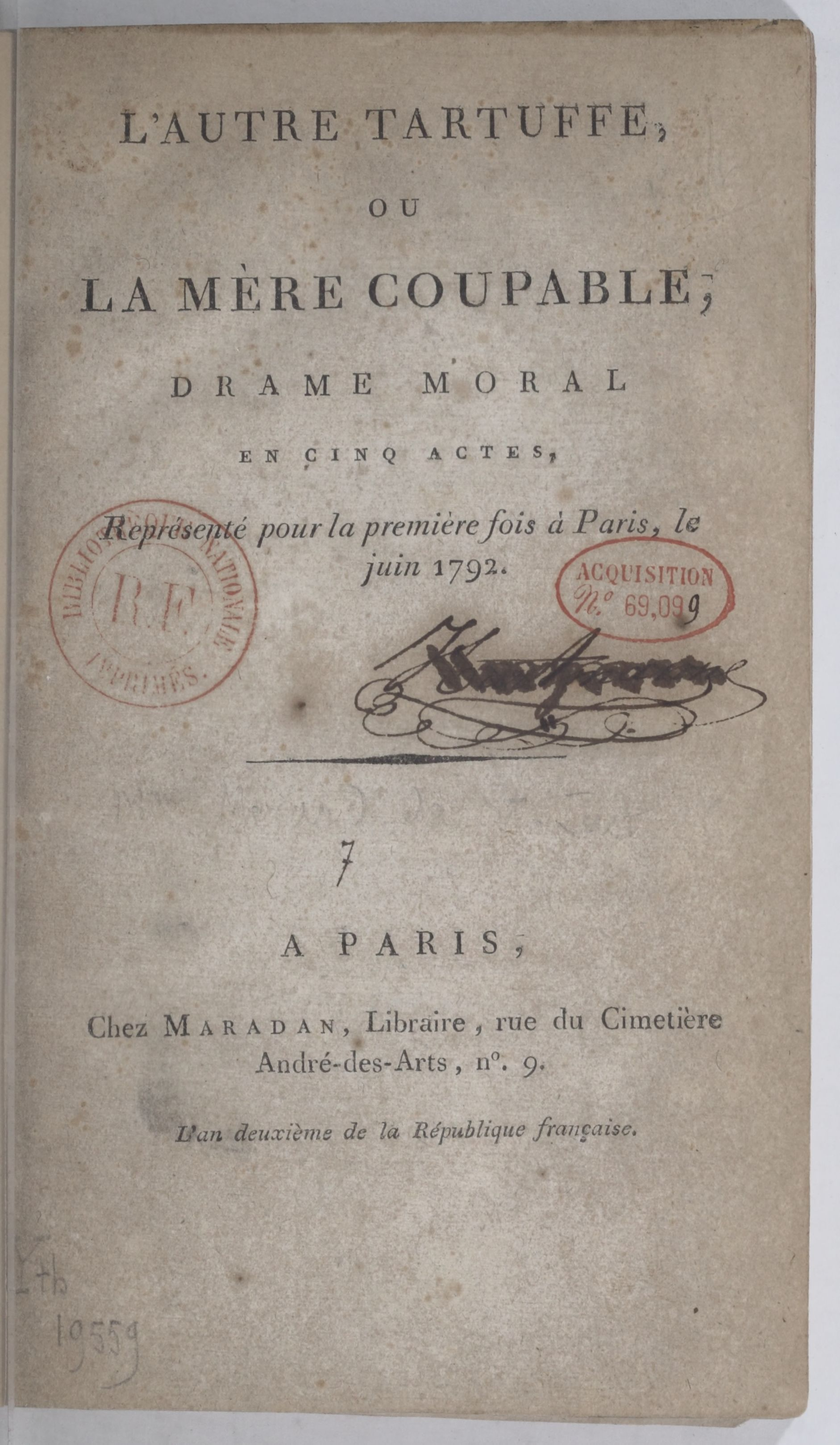
صفحه عنوان در نسخه کتابخانه ملی فرانسه، اولین نسخه چاپ شده این نمایشنامه، ۱۷۹۳

مادر گناهکار (فرانسوی: La Mère coupable‎) با ریز عنوان تارتوفی دیگر، نام سومین و آخرین اثر پیر بومارشه در مجموعهٔ سه‌گانهٔ فیگارو است که پس از دو کتاب آرایشگر سویل و ازدواج فیگارو منتشر شده. همچون نمایش‌های قبلی این سه‌گانه، مادر گناهکار هم به شکل اپرا تبدیل شده‌است اما وارد رپرتوار اپرا عمومی نشده‌است.

## زمینه‌ها

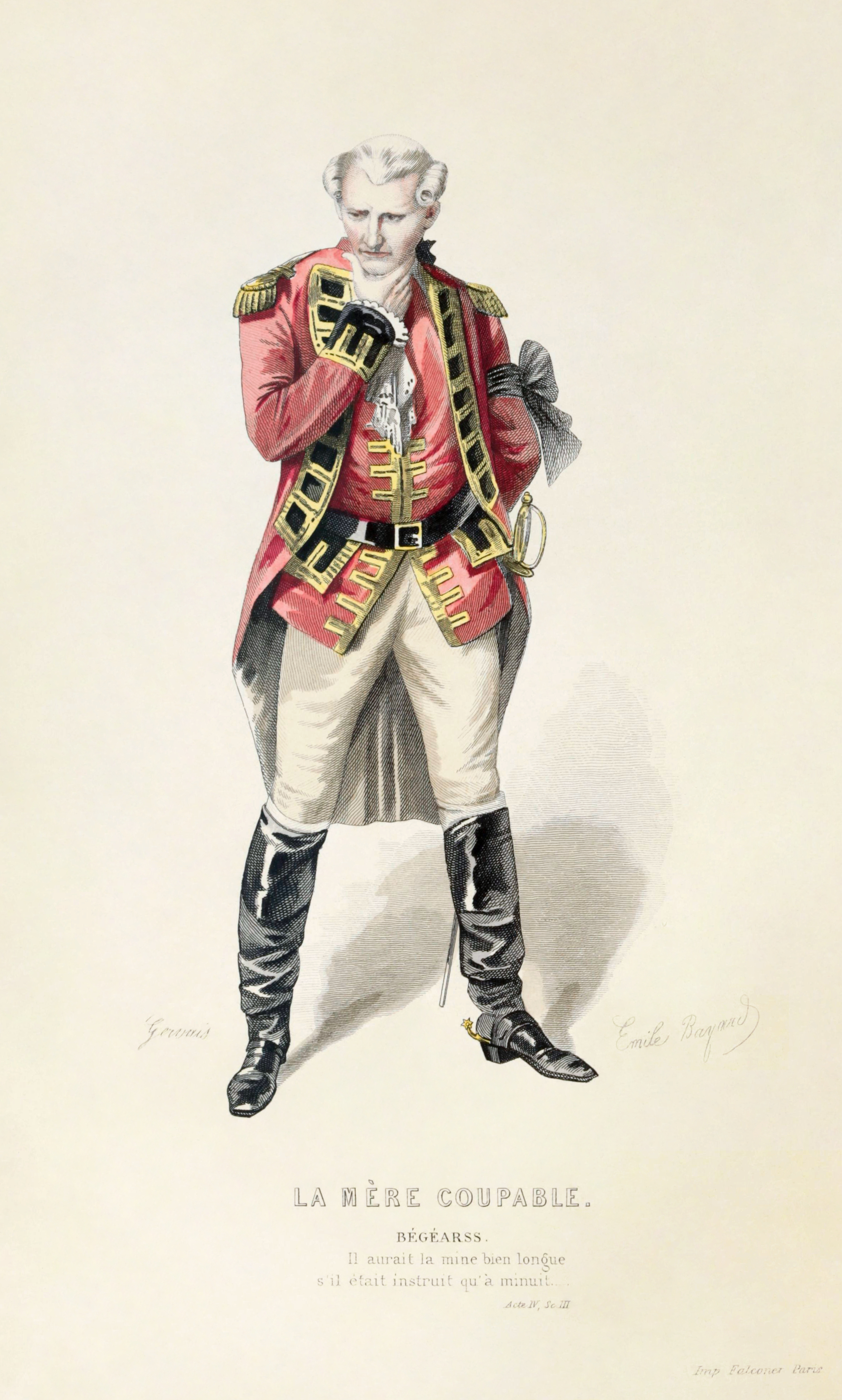
بگ‌آرس اثر امیل بایارد.

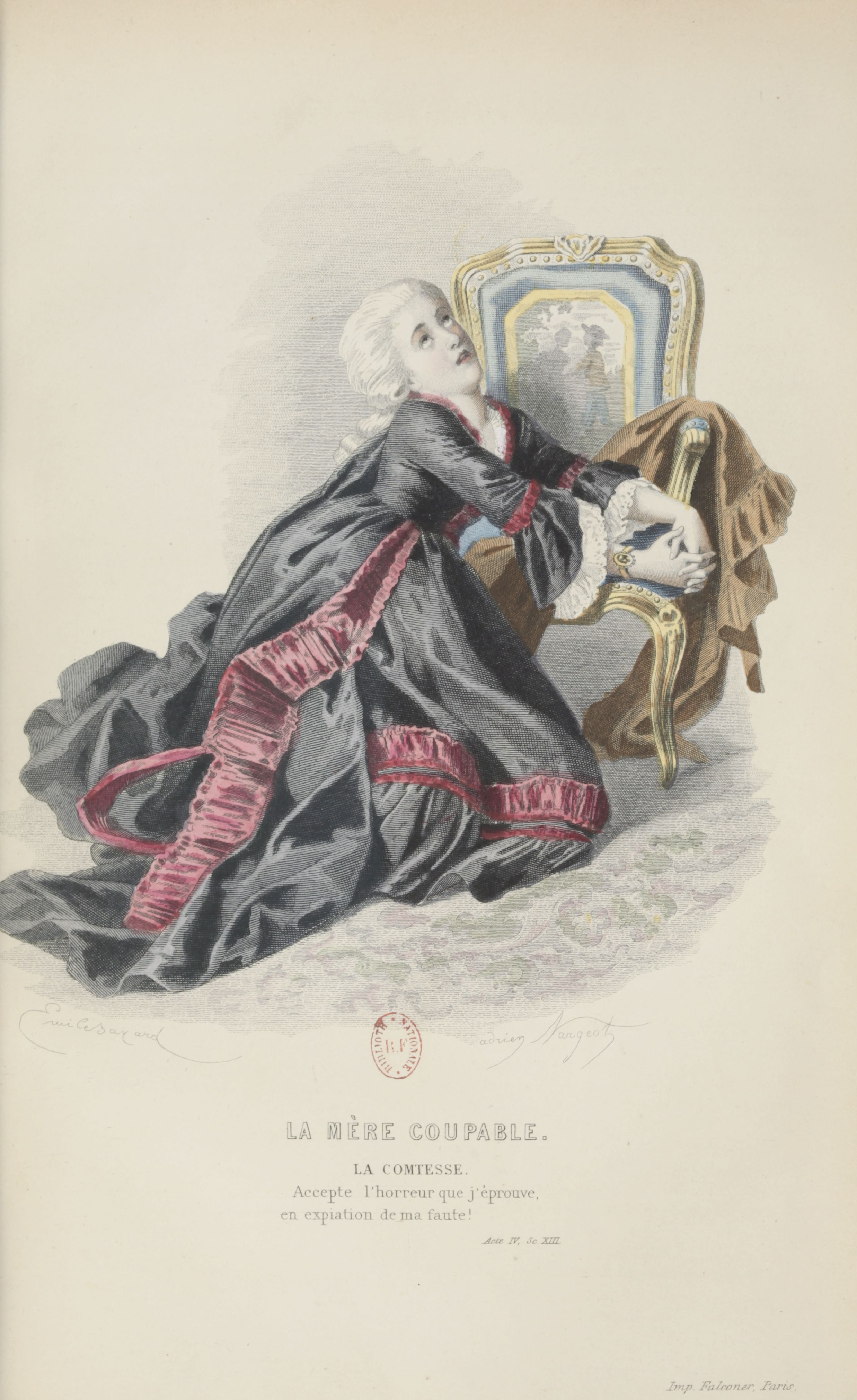
کُنتس آلماویوا اثر امیل بایارد.

شخصیت‌های داستان فیگارو چنان محبوب بودند که سایر نویسندگان معاصر، دنباله‌هایی برای دو داستان آرایشگر سویل و ازدواج فیگارو نوشتند، که مهم‌ترین آن‌ها داستان‌های MN Delon است که ازدواج چروبین را در سال ۱۷۸۵ و ازدواج فانچتی را سال بعد از آن منتشر کرد. در مقدمه نخستین نسخه منتشر شده از ازدواج فیگارو، نویسنده قصد خود را برای نوشتن دنباله اعلام کرده بود.